# 米兰·奥尔洛夫斯基
米兰·奥尔洛夫斯基（捷克語：Milan Orlowski，1952年9月7日—），出生于布拉格，捷克斯洛伐克男子乒乓球运动员。他曾获得3枚欧洲乒乓球锦标赛金牌、4枚银牌和5枚铜牌。